# Terme di Saint-Vincent
Le Terme di Saint-Vincent sono uno stabilimento termale situato a Saint-Vincent, in Valle d'Aosta.

## Storia
Il 20 luglio 1770, un sacerdote originario di Saint-Vincent, Jean-Baptiste Perret, appassionato di chimica e mineralogia, osserva che le mucche dei pascoli di montagna erano attratte dall'acqua di una sorgente che sgorgava da una roccia micacea. Prende dei campioni e scopre che l'acqua è ricca di bicarbonato, acido carbonico, solfato di sodio e cloruri. Perret quindi acquisisce la sorgente e procede ad analisi più approfondite che attestano le qualità diuretiche e depurative dell'acqua.
Durante l'anno 1778, il re Vittorio Amedeo III di Savoia e suo figlio il principe Vittorio Emanuele I di Savoia, futuro duca d'Aosta, si interessarono a questa scoperta e inviarono l'ingegnere M. de Buttet e il dottor Gioanetti, professore dell'Università di Torino, che confermano nel 1779 l'interesse della sorgente che genera una portata di 360 litri al giorno. Nel 1792, prima della sua morte, Jean-Baptiste Perret ha donato i suoi diritti sulla fonte alla parrocchia di Saint-Vincent. Nel 1808, il sacerdote Jean-Baptiste Freppaz  acquistò il terreno. Nel 1820 Freppaz vendette l'ensemble ormai denominato Fons Salutis al comune di Saint-Vincent per la somma di 50 lire.

### Costruzione e sviluppo

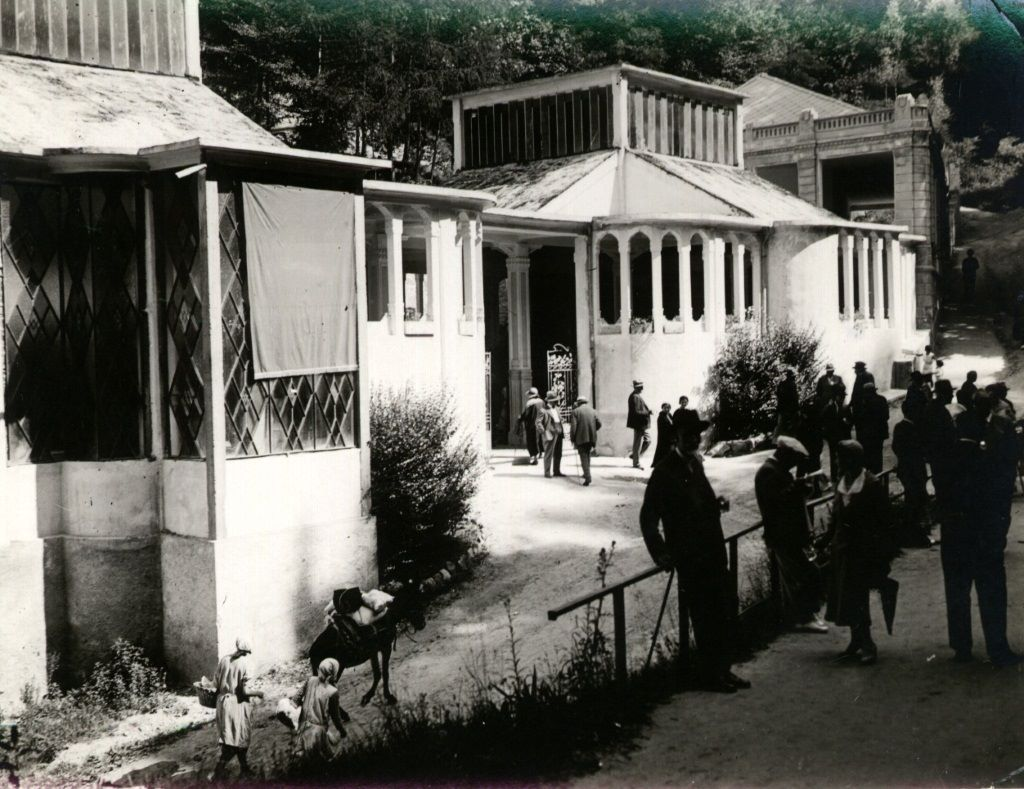
Villeggianti davanti alle terme nel 1932

Il Governo del Ducato d'Aosta aveva impegnato una somma di 57,1 lire per la realizzazione delle opere di raccolta e dei bacini. Un ulteriore investimento di 40 lire è stato rapidamente necessario. Dal 1792, infatti, fu costruita una strada che collegava il paese alla sorgente e fu costruito un primo e modesto stabilimento sanitario. Riceve la visita dei primi curisti: nel 1797 Benoît-Maurice di Savoia duca di Chablais, la regina Maria-Teresa d'Austria-Este, moglie di Vittorio Emanuele I di Savoia, nonché le principesse Maria-Anna di Savoia e Maria-Cristina di Savoia nel 1828. Vi soggiornerà anche Giosuè Carducci. Nel 1826, l'ingegnere Despines delle miniere di Pesey scoprì una seconda sorgente profonda che produceva un flusso aggiuntivo di 176 litri al giorno.
La fama dello stabilimento termale di Saint-Vincent è ormai consolidata e intorno al 1840/1845 più di 500 curisti frequentano la fonte, tra cui Ferdinando di Savoia, duca di Genova. Nel 1898, sua figlia, la regina Margherita d'Italia giunse a Saint-Vincent, portando nel suo seguito una clientela di funzionari del Regno d'Italia, ecclesiastici, avvocati, notai, banchieri e commercianti. Fino al 1911 si susseguono, come curisti, la principessa Maria-Letizia Bonaparte, seconda moglie del re Amedeo I di Spagna, il principe Napoleone Giuseppe Bonaparte e il principe del Montenegro Danilo II Aleksander Petrović-Njegoš.
Questa clientela consente lo sviluppo del turismo a Saint-Vincent e la costruzione di numerosi alberghi nonché lo sviluppo di strutture preesistenti. Il prestigioso Grand-Hôtel Billia fu inaugurato nel 1907. Le terme sono collegate al villaggio di Saint-Vincent da una funicolare e ampliate nel 1900. Sono stati completamente ricostruiti e ammodernati su 2.600 m² nel 1959. In questa occasione vengono effettuate nuove analisi molto approfondite dell'acqua. Nel 2005 la funicolare è stata a sua volta completamente rinnovata.

### Le nuove terme
Nel mese di settembre è stato implementato un vasto programma di ristrutturazione del complesso termale comprendente le “New Thermes”, le “Fons Salutis-Vieux Thermes” e l '“Hôtel Source”, ovvero un'area di 27.000 m 2 nel 2010. Il nuovo stabilimento, la cui gestione è affidata da 30 anni dal Comune al gruppo Bonatti de Parma, ha riaperto i battenti il 16 giugno 2012.

## Le acque termali
Le acque di Saint-Vincent consentono la cura delle malattie dello stomaco, dell'intestino, del fegato e delle vie biliari, nei disturbi digestivi. Le cure sono efficaci anche in caso di diabete, obesità e problemi gastrointestinali, nonché nella maggior parte delle condizioni che colpiscono il sistema respiratorio.